# ŠK Aqua Turčianske Teplice
ŠK Aqua Turčianske Teplice byl slovenský fotbalový klub, který sídlil ve městě Turčianske Teplice v Žilinském kraji.
Založen byl v roce 1911. Většinu své historie se klub jmenoval Baník Turčianske Teplice, po vstupu Jaroslava Fidrika v roce 1998 se přejmenoval na ŠK Aqua Turčianske Teplice. V roce 2011 majitel klubu zrušil mužský tým a následně i mládežnická družstva, což znamenalo faktický zánik klubu.
Své domácí zápasy odehrával na stadionu Turčianske Teplice s kapacitou 1 500 diváků.

## Historické názvy
Zdroj: 
- 1911 – založení
- TJ Baník Turčianske Teplice (Telovýchovná jednota Baník Turčianske Teplice)
- 1998 – ŠK Aqua Turčianske Teplice (Športový klub Aqua Turčianske Teplice)
- 2011 – zánik

## Umístění v jednotlivých sezonách
Zdroj: 
Legenda: Z - zápasy, V - výhry, R - remízy, P - porážky, VG - vstřelené góly, OG - obdržené góly, +/- - rozdíl skóre, B - body, červené podbarvení - sestup, zelené podbarvení - postup, fialové podbarvení - reorganizace, změna skupiny či soutěže
| Slovensko (1999 – 2009) |                          |        |     |     |     |     |     |     |     |     |        |
| Sezóny                  | Liga                     | Úroveň | Z   | V   | R   | P   | VG  | OG  | +/- | B   | Pozice |
| 1999/00                 | 4. liga SsFZ – sk. Sever | 4      | ... | ... | ... | ... | ... | ... | ... | ... |        |
| 2000/01                 | 3. liga – sk. Střed      | 3      | 30  | 19  | 1   | 10  | 62  | 45  | +17 | 58  | 3.     |
| 2001/02                 | 3. liga – sk. Střed      | 3      | 29  | 14  | 10  | 5   | 57  | 25  | +32 | 52  | 3.     |
| 2002/03                 | 3. liga – sk. Střed      | 3      | 30  | 21  | 6   | 3   | 63  | 19  | +44 | 69  | 2.     |
| 2003/04                 | 3. liga – sk. Střed      | 3      | 29  | 19  | 4   | 6   | 69  | 23  | +46 | 61  | 2.     |
| 2004/05                 | 3. liga – sk. Střed      | 3      | ... | ... | ... | ... | ... | ... | ... | ... |        |
| 2005/06                 | 3. liga – sk. Střed      | 3      | ... | ... | ... | ... | ... | ... | ... | ... | 1.     |
| 2006/07                 | 1. liga                  | 2      | 22  | 4   | 1   | 17  | 27  | 50  | -23 | 13  | 12.    |
| 2007/08                 | 2. liga – sk. Východ     | 3      | ... | ... | ... | ... | ... | ... | ... | ... |        |
| 2008/09                 | 2. liga – sk. Východ     | 3      | 28  | 6   | 6   | 16  | 36  | 75  | -39 | 24  | 15.    |